# Ерика Баду
Ерика Аби Райт (на английски: Erica Abi Wright), по-известна със сценичното си име Ерика Баду (Erykah Badu), родена на 26 февруари 1971 г., е американска певица, носителка на награда Грами, автор на песни, продуцент, активист и актриса.
Нейната работа включва елементи от R&B, джаз и хип-хоп. Изиграва важна роля във възхода на нео соул жанра. Тя е известна като „първата дама на нео соул“ или „Кралицата на нео соул“. В началото на кариерата си, емблематично за Баду е носенето на много големи тюрбани на главата.

## Произход и младежки години
Ерика Баду е родена под името Ерика Аби Райт на 26 февруари 1971 г. в Далас, Тексас. Майка ѝ я отглежда сама, заедно с брат ѝ Джабада (Jabbada) и сестра ѝ Найрок (Nayrok), след като баща им, Уилям Райт-младши, ги изоставя. Бабата на децата често помога в грижите за тях, докато майката, Колийн Мария Гипсън (Райт), работи като актриса в театрални постановки. Повлияна от майка си, Ерика вкусва от шоу бизнеса още когато е на 4, пее и танцува с майка си в театъра.
До навършване на 14-годишна възраст Ерика работи за местна радиостанция, заедно таланта Рой Харгроув. В началото на кариерата си тя решава да смени изписването на името си от Erica на Erykah. Терминът „kah“ означава вътрешна същност. Баду е нейният любим джаз звук, а също е африканско име за 10-ото родено дете, използвано от хората Акан (бел. етническа група хора от Западна Африка) в Гана.
След като се дипломира от Вашингтонската гимназия за сценични и визуални изкуства „Букър Т.“, Баду отива да следва театър в един от Историческите черни колежи и университети – Щатския университет в Грамблинг, Луизиана.
Концентрира се върху музиката и напуска университета през 1993 г. – преди да се дипломира, работи на няколко места на минималната работна заплата, за да се издържа. Тя преподава драма и танци за деца в „Южен културен център“ в Далас. Работи и прави турнета с братовчедка си, Робърт „Free“ Брадфорд, тя записва 19 демо песни, които привличат вниманието на Кедър Месенбърг, който насърчава Баду да запише дуета с D'Angelo – „Your Precious Love“, а малко по-късно, тя подписва договор с „Universal Records“.

## Кариера
Стил Баду е отличен пример за нео соул, стилът се фокусира върху съвременните жанрове, соул и хип-хоп и изпраща по-дълбоко послание, за разлика от R&B музиката. Песни в албума на Баду „Baduizm“ са пример за нейното лично възприемане на живота. Нейната философия разполага идеологии от африкански влияния, сложните възгледи на древните египтяни, и южните афроамериканските народни традиции. По-голямата част от музиката на Баду е силно повлиян от нейните вярвания в „Nation of Gods and Earths“ и африканските корени и наследство.
Първият албум на Баду „Baduizm“ излиза през 1997 г. и дебютира под номер 2 в класацияра Билборд. Пилотният сингъл „On & On“ достига 12 място в класациите за сингли в САЩ и Великобритания. Баду получава похвали и е приветствана като една от водещите фигури на процъфтяващия нео соул жанр. Нейният стил на пеене се сравнява с Били Холидей. В крайна сметка „Baduizm“ става тройно платинен и заедно с „On & On“, печели награда „Грами“ на церемонията през 1998 г.
През тази година Баду има връзка с рапъра Андре 3000 от дуета „OutKast“, от когото 1997 г. има дете – Севън. Връзката им приключва в края на 1990-те години. Баду записва първия си албум на живо – „Live“, по време на бременността, а пускането на албума съвпада с раждането на детето ѝ. „Live“ достига номер 4 в чартовете, става двойно платинен, в него е и R&B хита „Tyrone“. Баду работи с The Roots по пускането на албума им „Things Fall Apart“ през 1999. Тя пее в песента „You Got Me“, съвместно написана с Джил Скот, която попада в топ 40 и печели награда Грами за най-добро рап-изпълнение от дует или група.
Известно време спира работа и се отдава на отглеждането на дете си. Баду се завръща през 2000 г. „Mama's Gun“. Ремикс на една от песните в албума, „Bag Lady“, е издадена като първи сингъл и оглавява R & B класациите в продължение на седем седмици. Албумът се приема добре, лиричното съдържание трудно се свързва със стила от първия албум. „Mama's Gun“ става платинен по продажби и „Bag Lady“ е номинирана за награда „Грами“.
До 2000 г. Баду има връзка със своя колега Комън, с който правят песента „Love of My Life (An Ode to Hip-Hop)“. Песента стига номер 9 на поп класациите и оглавява R & B класациите, Баду получава четвърта награда Грами за нея през 2003 г.
След пускането на „Mama's Gun“ и „Love of My Life“ Баду прави блог. През 2002 г. и 2003 г. тръгва на турне, наречено „Турне на разочарован изпълнител“, в търсене на вдъхновение за писане на нов материал. След турнето Баду се връща в студиото с нов материал, а през септември 2003 г. пуска своя трети „Worldwide Underground“. Албумът достига номер 3 в чартовете и става златен малко след пускането му, а Баду получава четири номинации за Грами за албума.
След почти четири години и раждането на дъщеря, Пума (през 2004 г.), става ясно, че Баду работи по три албума в периода 2007 г. – 2008 г. На 26 февруари 2008 г. излиза четвъртият ѝ албум, озаглавен „New Amerykah Part One (4th World War)“.
Ерика Баду издава пуска пети албум, „New Amerykah Part Two (Return of the Ankh)“ на 30 март 2010 г.
На 31 август 2010 г. излиза албум с 12 от най-големите хитове от различни албуми на Ерика Баду.

## Личен живот
Баду разделя времето си между Далас и Форт Грийн, квартал на Бруклин, Ню Йорк. Баду има три деца. Най-голямото дете е синът ѝ Севън Сириус Бенджамин, роден през 1997 г., от рапъра Андре 3000. От 2000 г. до 2002 г. има връзка със своя колега Комън. На 5 юли 2004 г., Баду ражда дъщеря, Пума Сабти Къри, в дома си в Далас, баща на Пума е рапърът The D.O.C.. На 1 февруари 2009 г. Баду ражда третото си дете – момиче на име Марс Меркаба Тедфорд. Бащата е рапърът Джей Електроника, с когото Ерика има петгодишна връзка.

## Дискография
Студийни албуми
- „Baduizm“ (1997)
- „Mama's Gun“ (2000)
- „Worldwide Underground“ (2003)
- „New Amerykah Part One (4th World War)" (2008)
- „New Amerykah Part Two (Return of the Ankh)" (2010)

Албуми на живо
- „Live“ (1997)

|  | Тази страница частично или изцяло представлява превод на страницата Erykah Badu в Уикипедия на английски. Оригиналният текст, както и този превод, са защитени от Лиценза „Криейтив Комънс – Признание – Споделяне на споделеното“, а за съдържание, създадено преди юни 2009 година – от Лиценза за свободна документация на ГНУ. Прегледайте историята на редакциите на оригиналната страница, както и на преводната страница, за да видите списъка на съавторите. ВАЖНО: Този шаблон се отнася единствено до авторските права върху съдържанието на статията. Добавянето му не отменя изискването да се посочват конкретни източници на твърденията, които да бъдат благонадеждни. |